# Siegfried Dehn
Siegfried Wilhelm Dehn (født 24. februar 1799 i Altona, død 12. april 1858 i Berlin) var en tysk musikteoretiker.
Dehn studerede oprindelig jura, men gjorde senere musikken til sit brødstudium, tog undervisning hos Bernhard Klein og blev snart en fuldt uddannet teoretiker. I 1842 fik Dehn ved Meyerbeers hjælp stilling som bibliotekar ved den musikalske afdeling af det kongelige bibliotek i Berlin.
Denne stilling omfattede han med den største interesse og ofrede tid og kræfter på at skaffe samlingen værdifulde berigelser, for hvis skyld han ofte måtte foretage lange, besværlige rejser; endvidere tilvejebragte Dehn selv partiturer af de gamle mesteres værker, navnlig Orlando Lassos, hvem han i det hele helligede en særlig opmærksomhed.
Ved siden af sin biblioteksvirksomhed var Dehn stærkt beskæftiget som teorilærer; i denne egenskab udmærkede han sig som en af den nyere tids bedste musikpædagoger, talrige elever flokkedes om ham, og mange af dem blev fremragende, ja berømte kunstnere, således Glinka, Rubinstein, Kiel, Cornelius, Hofmann, Bronsart, Tappert, Kullak og mange flere.
Dehns teoretiske hovedværk er Theoretisch-praktische Harmonilehre (1840); af hans efterladenskaber udgav Bernhard Scholz Lehre vom Kontrapunkt, Kanon und Fuge (1859). Foruden disse betydelige arbejder har Dehn skrevet mindre afhandlinger, ligesom han en tid redigerede musikbladet Cæcilia.